# Герб Володимира
Герб Володи́мира — офіційний символ міста Володимира, районного центру Волинської області. Затверджено рішенням сесії міської ради за № 5/22 від 12 березня 1999 року, але без узгодження з автором знаку.
Автор проєкту — А. Костюк.

## Опис
Гербовий щит має форму чотирикутника з півколом в основі. У червоному полі Св. Юрій верхи на срібному коні, у срібному одязі, навколо голови золотий німб, у лівій руці тримає червоний щит зі срібним хрестом, а правою пробиває срібним списом срібного змія.
Щит обрамлений золотим декоративним картушем і увінчаний срібною мурованою міською короною.
Святий Юрій вживався ще на печатці Володимира за 1324 рік і є найдавнішим відомим українським міським гербом.

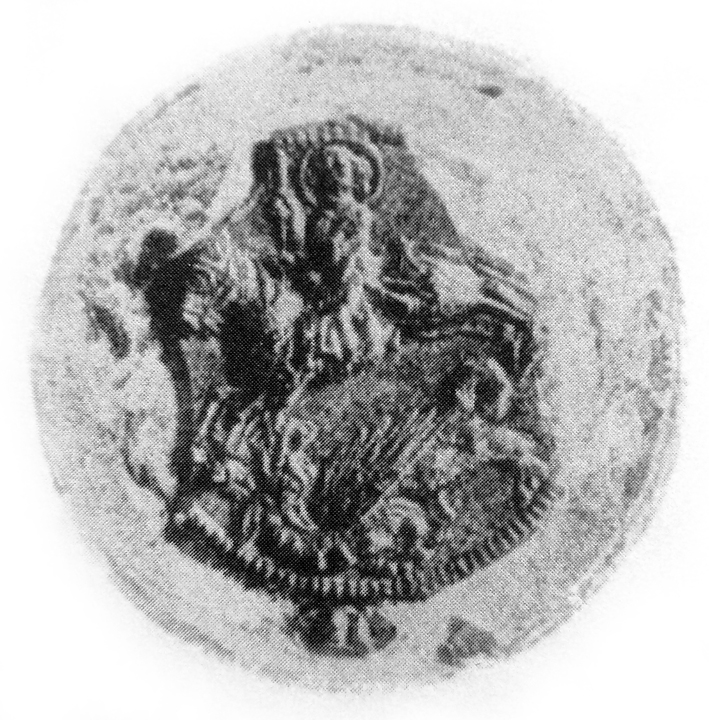
Печатка ради міста Володимира, підвішена до листа ради м. Володимира до ради м. Штральзунда. 1324 рік

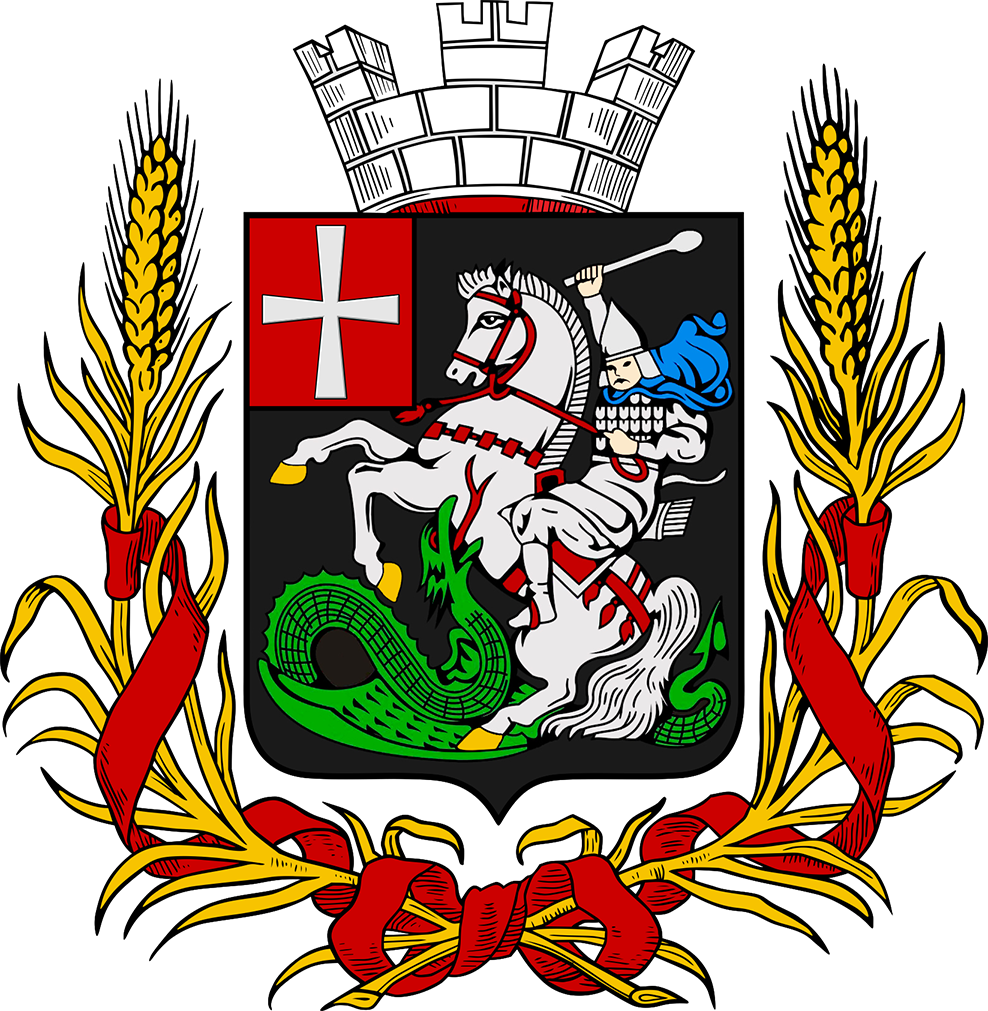
Герб 1911 р.